# Jeep Swenson
Pour les articles homonymes, voir Swenson.
Robert Alexander « Jeep » Swenson, Jr. est un acteur, cascadeur et catcheur américain né le 5 janvier 1957 et mort le 18 août 1997 d'une crise cardiaque. Il est principalement connu pour son travail de cascadeur et son rôle de Bane dans le film Batman et Robin.
Il commence par faire une brève carrière de catcheur avant de devenir cascadeur et acteur. Il continue à apparaître brièvement sur des rings de catch dans les années 1990. Il s'essaie aussi à la boxe sans grand succès avec un bilan de deux défaites en autant de combats. 

## Biographie

### Carrière de catcheur
Jeep Swenson commence sa carrière de catcheur au Texas à la World Class Championship Wrestling (en) à la fin des années 1980. Un de ses principaux faits marquant est son match face à Bruiser Brody le 3 mai 1987 durant Parade of the Champions,.

## Palmarès
| Décision possible : KO • TKO (KO technique) • UD (décision aux points unanime) • MD (décision aux points majoritaire) • SD (décision aux points partagée) • D (match nul) • NC (sans décision) • RTD (abandon) |        |              |      |          |              |                                                    |       |
| Résultat | Record | Adversaire   | Type | Round    | Date         | Lieu                                               | Notes |
| Défaite | 0-2    | Tony Halme   | KO   | 1 (2:28) | 27 mai 1996  | Urheilutalo, Helsinki                              |       |
| Défaite | 0-1    | Frank Garcia | TKO  | 1 (0:57) | 15 juin 1983 | Olympic Auditorium, Olympic Auditorium, Californie |       |

## Filmographie
- 1997 : The Bad Pack : Missouri Mule
- 1997 : Batman et Robin : Bane
- 1996 : À l'épreuve des balles : Bledsoe
- 1993-1995 : Walker, Texas Ranger (2 épisodes) : Jumbo Stark / Sammy
- 1989 : No Holds Barred : Lugwrench Perkins
- 1980 : Le Chinois : Thug (non crédité)